# Copa de la Reina de Fútbol 2015
La Copa de la Reina de Fútbol 2015 fue la 33.ª edición del campeonato, el cual se disputó entre el 10 de mayo al 17 de mayo de 2015. Tras la primera fase de cuartos, se disputó una fase final a cuatro en el Estadio Municipal Álvarez Claro de la ciudad autónoma de Melilla. El Sporting de Huelva se hizo con el título al vencer en la final al Valencia Féminas por 2-1.

## Sistema de competición
Al igual que en la edición pasada, la Copa de la Reina tuvo ocho participantes: los cuales fueron los ocho primeros equipos clasificados de la Primera División Femenina 2014-15. La competición se disputó por eliminatorias directas, en la primera ronda a doble partido (ida y vuelta), luego las vencedoras viajaron a la ciudad autónoma de Melilla en donde se disputó la fase final del torneo a partido único.

## Participantes
En esta edición participaron los 8 primeros clasificados de la Primera División Femenina 2014-15; estos fueron los clasificados:
- Athletic Club
- Club Atlético de Madrid Féminas
- Fútbol Club Barcelona
- Levante Unión Deportiva
- Rayo Vallecano de Madrid
- Real Club Deportivo Espanyol
- Sporting Club de Huelva
- Valencia Féminas Club de Fútbol

## Eliminatorias

### Cuadro final
|  | Cuartos de final   | Cuartos de final |                    |                  | Semifinales                       | Semifinales                       |  |                    | Final                             | Final                             |  |
|  | 10 de mayo         | 10 de mayo       |                    |                  | 15 de mayo Álvarez Claro, Melilla | 15 de mayo Álvarez Claro, Melilla |  |                    | 17 de mayo Álvarez Claro, Melilla | 17 de mayo Álvarez Claro, Melilla |  |
|  |                    |                  |                    |                  |                                   |                                   |  |                    |                                   |                                   |  |
|  |                    |                  |                    |                  |                                   |                                   |  |                    |                                   |                                   |  |
|  | R. C. D. Espanyol  | 1                |                    |                  |                                   |                                   |  |                    |                                   |                                   |  |
|  | R. C. D. Espanyol  | 1                |                    |                  |                                   |                                   |  |                    |                                   |                                   |  |
|  | Atlético Madrid    | 5                |                    |                  |                                   |                                   |  |                    |                                   |                                   |  |
|  | Atlético Madrid    | 5                |                    | Atlético Madrid  | 1 (3)                             |                                   |  |                    |                                   |                                   |  |
|  |                    |                  |                    | Atlético Madrid  | 1 (3)                             |                                   |  |                    |                                   |                                   |  |
|  |                    |                  | Sporting de Huelva | 1 (5)            |                                   |                                   |  |                    |                                   |                                   |  |
|  | Rayo Vallecano     | 2                | Sporting de Huelva | 1 (5)            |                                   |                                   |  |                    |                                   |                                   |  |
|  | Rayo Vallecano     | 2                |                    |                  |                                   |                                   |  |                    |                                   |                                   |  |
|  | Sporting de Huelva | 4                |                    |                  |                                   |                                   |  |                    |                                   |                                   |  |
|  | Sporting de Huelva | 4                |                    |                  |                                   |                                   |  | Sporting de Huelva | 2                                 |                                   |  |
|  |                    |                  |                    |                  |                                   |                                   |  | Sporting de Huelva | 2                                 |                                   |  |
|  |                    |                  | Valencia Féminas   | 1                |                                   |                                   |  |                    |                                   |                                   |  |
|  | Valencia Féminas   | 2                | Valencia Féminas   | 1                |                                   |                                   |  |                    |                                   |                                   |  |
|  | Valencia Féminas   | 2                |                    |                  |                                   |                                   |  |                    |                                   |                                   |  |
|  | Athletic Club      | 1                |                    |                  |                                   |                                   |  |                    |                                   |                                   |  |
|  | Athletic Club      | 1                |                    | Valencia Féminas | 1                                 |                                   |  |                    |                                   |                                   |  |
|  |                    |                  |                    | Valencia Féminas | 1                                 |                                   |  |                    |                                   |                                   |  |
|  |                    |                  | F. C. Barcelona    | 0                |                                   |                                   |  |                    |                                   |                                   |  |
|  | F. C. Barcelona    | 4                | F. C. Barcelona    | 0                |                                   |                                   |  |                    |                                   |                                   |  |
|  | F. C. Barcelona    | 4                |                    |                  |                                   |                                   |  |                    |                                   |                                   |  |
|  | Levante U. D.      | 0                |                    |                  |                                   |                                   |  |                    |                                   |                                   |  |
|  | Levante U. D.      | 0                |                    |                  |                                   |                                   |  |                    |                                   |                                   |  |
|  |                    |                  |                    |                  |                                   |                                   |  |                    |                                   |                                   |  |

### Cuartos de final

#### Valencia C. F. - Athletic Club
| 10 de mayo de 2015, 10:00 | Valencia Féminas           | 2:1 (2:0) | Athletic Club | Municipal Julián Ariza, Torrelodones |                             |
|                           | Giorgina 6' · Mari Paz 37' |           | Arranz 89'    | Árbitro(s): Carralero Calvo          | Árbitro(s): Carralero Calvo |

#### R. C. D. Espanyol - Atlético Madrid Féminas
| 10 de mayo de 2015, 10:00 | R. C. D. Espanyol | 1:5 (1:3) | Atlético Madrid Féminas                                   | Ciudad del Fútbol de Las Rozas, Las Rozas de Madrid |                          |
|                           | Mendoza 3'        |           | Sampedro 28' · Esther 31', 38' · Beltrán 58' · Miriam 80' | Árbitro(s): Barba Ibañez                            | Árbitro(s): Barba Ibañez |

#### F. C. Barcelona - Levante U. D.
| 10 de mayo de 2015, 12:30 | F. C. Barcelona                                  | 4:0 (1:0) | Levante U. D. | Municipal Julián Ariza, Torrelodones |                        |
|                           | Sonia 21' · Mariona 73' · Willy 79' · Sandra 81' |           |               | Árbitro(s): Gil Gozalo               | Árbitro(s): Gil Gozalo |

#### Rayo Vallecano - Sporting de Huelva
| 10 de mayo de 2015, 12:30 | Rayo Vallecano         | 2:4 (1:0) | Sporting de Huelva                        | Ciudad del Fútbol de Las Rozas, Las Rozas de Madrid |                          |
|                           | Saray 23' · Costa 120' |           | Anita 80' · Joyce 92' · Prieto 116', 119' | Árbitro(s): Muñoz Piedra                            | Árbitro(s): Muñoz Piedra |

### Semifinales

#### Atlético Madrid Féminas - Sporting de Huelva
| 15 de mayo de 2015, 12:00 | Atlético Madrid Féminas                 | 1:1 (1:0) (t. s.)(3:5 p.)  | Sporting de Huelva                     | Municipal Álvarez Claro, Melilla |                           |
|                           | Sosa 41'                                |                            | Gavira 65'                             | Árbitro(s): Mohand Mohand        | Árbitro(s): Mohand Mohand |
|                           |                                         | Tiros desde el punto penal |                                        |                                  |                           |
|                           | Meseguer · Sampedro · Priscila · Nagore |                            | Virgy · Gavira · Elena · Anita · Joyce |                                  |                           |

#### Valencia C. F. - F. C. Barcelona
| 15 de mayo de 2015, 18:00 | Valencia Féminas | 1:0 (1:0) | F. C. Barcelona | Municipal Álvarez Claro, Melilla |                              |
|                           | Carol 39'        |           |                 | Árbitro(s): Ibáñez Gutiérrez     | Árbitro(s): Ibáñez Gutiérrez |

### Final
| 13         | POR        | Sara Serrat                 |                     |  |
| 3          | DEF        | Elena Pavel                 |                     |  |
| 4          | DEF        | Sandra García               |                     |  |
| 5          | DEF        | Emma Marqués                | 70'                 |  |
| 21         | DEF        | Paula 'Paulita' Perea       |                     |  |
| 10         | MED        | Virginia 'Virgy' García     | 88'                 |  |
| 14         | MED        | Patricia 'Patri' Gavira     |                     |  |
| 16         | MED        | Sandrá Castelló             |                     |  |
| 8          | MED        | Joyce Magalhaes             | 91'                 |  |
| 7          | DEL        | Ana Belén 'Anita' Hernández |                     |  |
| 9          | DEL        | Cristina Martín-Prieto      | Jugador del partido |  |
| Entrenador | Entrenador | Antonio Toledo Sánchez      |                     |  |

| 1          | POR        | María José Pons           |     |
| 3          | DEF        | Nuria Sánchez             |     |
| 5          | DEF        | Ivana Andrés              |     |
| 19         | DEF        | Paula Nicart              |     |
| 15         | DEF        | Leila Ouahabi             |     |
| 21         | MED        | Mitsue Iwakura            | 54' |
| 20         | MED        | Georgina 'Gio' Carreras   |     |
| 17         | MED        | Sara Monforte             | 79' |
| 18         | MED        | Naiara Beristain          |     |
| 14         | MED        | Carolina 'Carol' Férez    |     |
| 9          | DEL        | María Paz 'Maripaz' Vilas |     |
| Entrenador | Entrenador | Cristian Toro             |     |

| 19 | MED | Jennifer 'Jenny' Benítez  | 70' |
| 18 | DEL | Andrea 'Andreíta' Garrido | 88' |
| 6  | DEF | Maite Albarrán            | 91' |

| 12 | DEL | Manuela 'Manu' Lareo | 54' |
| 10 | MED | Ana 'Anita' Amo      | 79' |

| Anotado | 11' | Cristina Martín-Prieto | 1-0 |
| Anotado | 84' | Cristina Martín-Prieto | 2-1 |

| Anotado | 64' | Carolina 'Carol' Férez | 1-1 |

| Amonestado | 61' | Ana Belén 'Anita' Hernández |

| Amonestado |

| Árbitro:             | Samir Amar Ahmed   |
| Árbitros asistentes: | Francisco de Oses  |
| Árbitros asistentes: | Morad El Ouazghari |
| Cuarto árbitro:      | Buzzian Mohand     |
| Reporte              |                    |

| 13         | POR        | Sara Serrat                 |                     |  |
| 3          | DEF        | Elena Pavel                 |                     |  |
| 4          | DEF        | Sandra García               |                     |  |
| 5          | DEF        | Emma Marqués                | 70'                 |  |
| 21         | DEF        | Paula 'Paulita' Perea       |                     |  |
| 10         | MED        | Virginia 'Virgy' García     | 88'                 |  |
| 14         | MED        | Patricia 'Patri' Gavira     |                     |  |
| 16         | MED        | Sandrá Castelló             |                     |  |
| 8          | MED        | Joyce Magalhaes             | 91'                 |  |
| 7          | DEL        | Ana Belén 'Anita' Hernández |                     |  |
| 9          | DEL        | Cristina Martín-Prieto      | Jugador del partido |  |
| Entrenador | Entrenador | Antonio Toledo Sánchez      |                     |  |

| 1          | POR        | María José Pons           |     |
| 3          | DEF        | Nuria Sánchez             |     |
| 5          | DEF        | Ivana Andrés              |     |
| 19         | DEF        | Paula Nicart              |     |
| 15         | DEF        | Leila Ouahabi             |     |
| 21         | MED        | Mitsue Iwakura            | 54' |
| 20         | MED        | Georgina 'Gio' Carreras   |     |
| 17         | MED        | Sara Monforte             | 79' |
| 18         | MED        | Naiara Beristain          |     |
| 14         | MED        | Carolina 'Carol' Férez    |     |
| 9          | DEL        | María Paz 'Maripaz' Vilas |     |
| Entrenador | Entrenador | Cristian Toro             |     |

| 19 | MED | Jennifer 'Jenny' Benítez  | 70' |
| 18 | DEL | Andrea 'Andreíta' Garrido | 88' |
| 6  | DEF | Maite Albarrán            | 91' |

| 12 | DEL | Manuela 'Manu' Lareo | 54' |
| 10 | MED | Ana 'Anita' Amo      | 79' |

| Anotado | 11' | Cristina Martín-Prieto | 1-0 |
| Anotado | 84' | Cristina Martín-Prieto | 2-1 |

| Anotado | 64' | Carolina 'Carol' Férez | 1-1 |

| Amonestado | 61' | Ana Belén 'Anita' Hernández |

| Amonestado |

| Árbitro:             | Samir Amar Ahmed   |
| Árbitros asistentes: | Francisco de Oses  |
| Árbitros asistentes: | Morad El Ouazghari |
| Cuarto árbitro:      | Buzzian Mohand     |
| Reporte              |                    |

| Bandera de Andalucía                   |
| Campeón Sporting de Huelva 1.er título |

| Predecesor: Copa de la Reina 2014 | Copa de la Reina de Fútbol 2015 | Sucesor: Copa de la Reina 2016 |